# ロウ (イギリスのバンド)
ロウ（英語: The Law,原音により近い表記は　ロー）は、1991年にシンガーのポール・ロジャース（元フリー、バッド・カンパニー、ザ・ファーム）とドラマーのケニー・ジョーンズ（元スモール・フェイセス/フェイセズ、ザ・フー）によって結成されたイングランドのロック・グループ。彼らは、ロジャースが望むどんなスタイルでも追求できるように、さまざまなサポート・ミュージシャンを起用することを意図していた。スタジオ・ミュージシャンによるコア・バンドを結成し、メイン・ギタリストとしてジム・バーバー（ローリング・ストーンズ、ルビー・ターナー、ミック・ジャガーのソロ・アルバム『プリミティヴ・クール』等）、セカンド・ギタリストのジョン・スタイヘリー（元スピリット、ジョ・ジョ・ガン）、ベーシストのピノ・パラディーノ（元ポール・ヤング・バンド、ジュールズ・ホランド・バンド）が参加、デヴィッド・ギルモア、ブライアン・アダムス、クリス・レアといったギタリストがゲストとしてスポット参加した。
バンドはロジャースによって書かれたビルボードAORチャートでナンバー1ヒットとなったシングル「Laying Down the Law」を制作したものの、グループ唯一のアルバムはビルボードのポップ・アルバム・チャートにおいて残念な結果といえる126位が最高位となった。ファースト・アルバムからのアウトテイクによるアルバムが海賊盤としてリリースされた。これはしばしば『The Law II』と呼ばれている。
ジョン・ヤングがキーボードで参加したロウは、ミルトン・キーンズ・ボウルで、ZZトップとブライアン・アダムスをサポートするショーを1公演だけ行った。「それは完璧なまでに野蛮だった」とロジャースは振り返っている。「ケニーと私は……ツアーに出るのが待ちきれなかったんだが、それは実現しなかったんだ。呼び出しの電話が鳴るのを座って待っていたんだけどね。あのショーを実現するためにさえ手を回す必要があったんだ……
あの日の他の出演バンドたちは大いに悔しがっていたわけだけど」。

## メンバー
- ケニー・ジョーンズ (Kenney Jones) - ドラム
- ポール・ロジャース (Paul Rodgers) - ボーカル
- ピノ・パラディーノ (Pino Palladino) - ベース
- ジム・バーバー (Jim Barber) - ギター
- ジョン・スタイヘリー (John Staehely) - ギター

## ディスコグラフィ

### アルバム
- 『THE LAW』 - The Law (1991年)

### シングル
- "Laying Down the Law" (1991年)